# دوري كرة القدم الغربي 1988–89
دوري كرة القدم الغربي 1988–89 (بالإنجليزية: 1988–89 Western Football League)‏ هو موسم من دوري كرة القدم الغربي ‏. فاز فيه Saltash United F.C. ‏.